# Xenofanes
Xenofanes fra Kolofon oldgræsk: Ξενοφάνης ὁ Κολοφώνιος, c. 570 f.Kr. – c. 478 f.Kr. var en græsk filosof, teolog, digter og kritiker af religiøs polyteisme. Xenofanes bliver anset som en af de vigtigste førsokratiske filosoffer. Eusebius, der citerer Aristokles fra Messene, siger, at Xenofanes var grundlæggeren af en filosofilinje, der kulminerede i Pyrrhonisme. Denne linje begynder med Xenofanes og går gennem Parmenides, Melissos fra Samos, Zenon fra Elea, Leukippos, Demokrit, Protagoras, Nessas of Chios, Metrodoros fra Chios, Diogenes of Smyrna, Anaxarkos og til sidst Pyrrhon. Det har siden antikken også været almindeligt at betragte Xenofanes som lærer af Zenon fra Elea, der var Parmenides kollega og generelt forbundet med den Eleaterniske skole, men i dag er den almindelige opfattelse ligeledes, at dette er forkert.
Xenofanes blev født i byen Kolofon i Jonien. Han levede et liv på farten efter at have flygtet fra Jonien i en alder af 25, da perserne overtog landet. Han fortsatte med at rejse i hele den græske verden for yderligere 67 år og endte til sidst i de græske kolonier i, hvad der nu er Italien og Sicilien. Nogle lærde siger, at han levede i eksil i Sicilien. Kendskabet til hans synspunkter stammer fra fragmenter as hans poesi, der overlever som citater med senere græskere forfattere. At bedømme ud fra disse kritiserede og satiriserede hans elegiske og jambiske poesi en bred vifte af ideer, herunder Homer og Hesiod, troen på antropomorfe gudernes panteon og grækernes ærbødighed for atletik. Han er den tidligste af de græske digtere, der hævder udtrykkeligt at skrive til fremtidige generationer og skabe "berømmelse, der når hele Grækenland og aldrig dør, mens de de græske sange lever."